# Edmund Zdanowski (żołnierz)

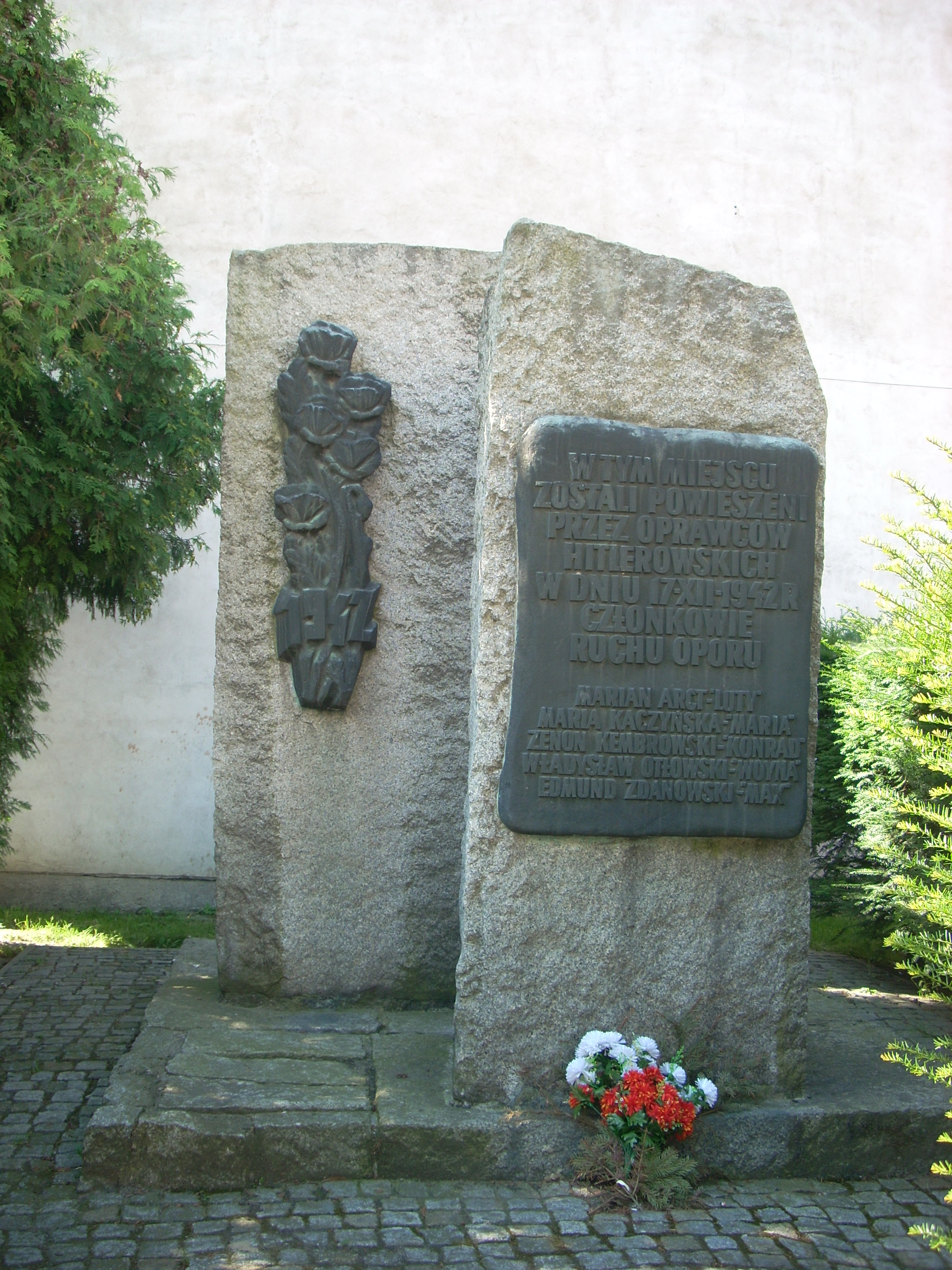
Pomnik upamiętniający powieszonych na rynku w Przasnyszu

Edmund Zdanowski, ps. Maks (ur. 16 listopada 1914 w Warszawie, zm. 17 grudnia 1942 w Przasnyszu), urzędnik, działacz sportowy, żołnierz ZWZ-AK.

## Życiorys
Syn Jana i Anny Zdanowskich. Pochodził z rodziny robotniczej. Do wybuchu II wojny światowej pracował jako pracownik umysłowy w Wydziale Powiatowym w Przasnyszu. Uprawiał różne dyscypliny sportowe, był bramkarzem w Robotniczym Klubie Piłkarskim RIOK Przasnysz, po zakończeniu kariery sportowej wyróżniał się jako działacz.
W okresie okupacji pracował w Landraturze jako księgowy. Był kierownikiem wywiadu obwodu ZWZ-AK Przasnysz. Aresztowany 18 sierpnia 1942 przez gestapo. Przebywał w więzieniu w Ciechanowie, Płocku i Działdowie. Powieszony 17 grudnia 1942 w Przasnyszu. Razem z nim straceni zostali członkowie sztabu obwodu ZWZ-AK: Marian Arct „Luty”, Maria Kaczyńska, Zenon Kiembrowski „Konrad” i Władysław Otłowski „Woyna”.
Edmund Zdanowski pozostawił żonę, Helenę z Otłowskich. Już po jego śmierci urodził się syn, Edmund.
Spoczywa w zbiorowym grobie na cmentarzu parafialnym w Przasnyszu. 9 maja 1972 w miejscu straceń na przasnyskim rynku odsłonięto granitowy pomnik z tablicą upamiętniającą 5 powieszonych członków sztabu ZWZ-AK.